# Asociación Civil Deportivo Lara
Club Deportivo Lara, vanligtvis enbart CDL, är en fotbollsklubb från staden Cabudare i delstaten Lara i Venezuela. Klubben bildades den 2 juli 2009 då några företag gick ihop och köpte klubben. Lara spelar på Estadio Metropolitana de Lara som tar 39 655 åskådare och färdigställdes 2007. Laget tog sin första mästerskapstitel i den högsta divisionen redan 2011/2012 då de vann både Torneo Apertura och Torneo Clausura. Tidigare hade cD Lara börjat spela i den näst högsta divisionen och gick upp i den högsta divisionen inför säsongen 2008/2009. Den 9 maj 2010 deltog Lara i sin första internationella turnering då de deltog i Copa Sudamericana efter att ha kommit på fjärde plats 2009/2010, där åkte laget däremot ut direkt i den första omgången mot Santa Fe efter 2–4 över två matcher. Nästa internationella turnering blev även det Copa Sudamericana (2012) där de återigen åkte ur i den första omgången (mot Deportes Tolima efter 1–3 över två matcher). Det första deltagandet i den främsta sydamerikanska turneringen, Copa Libertadores, var säsongen 2013, där de åkte ur i gruppspelet.

## Källa
- Officiell hemsida

Den här artikeln är helt eller delvis baserad på material från spanskspråkiga Wikipedia.